# Стартовий комплекс

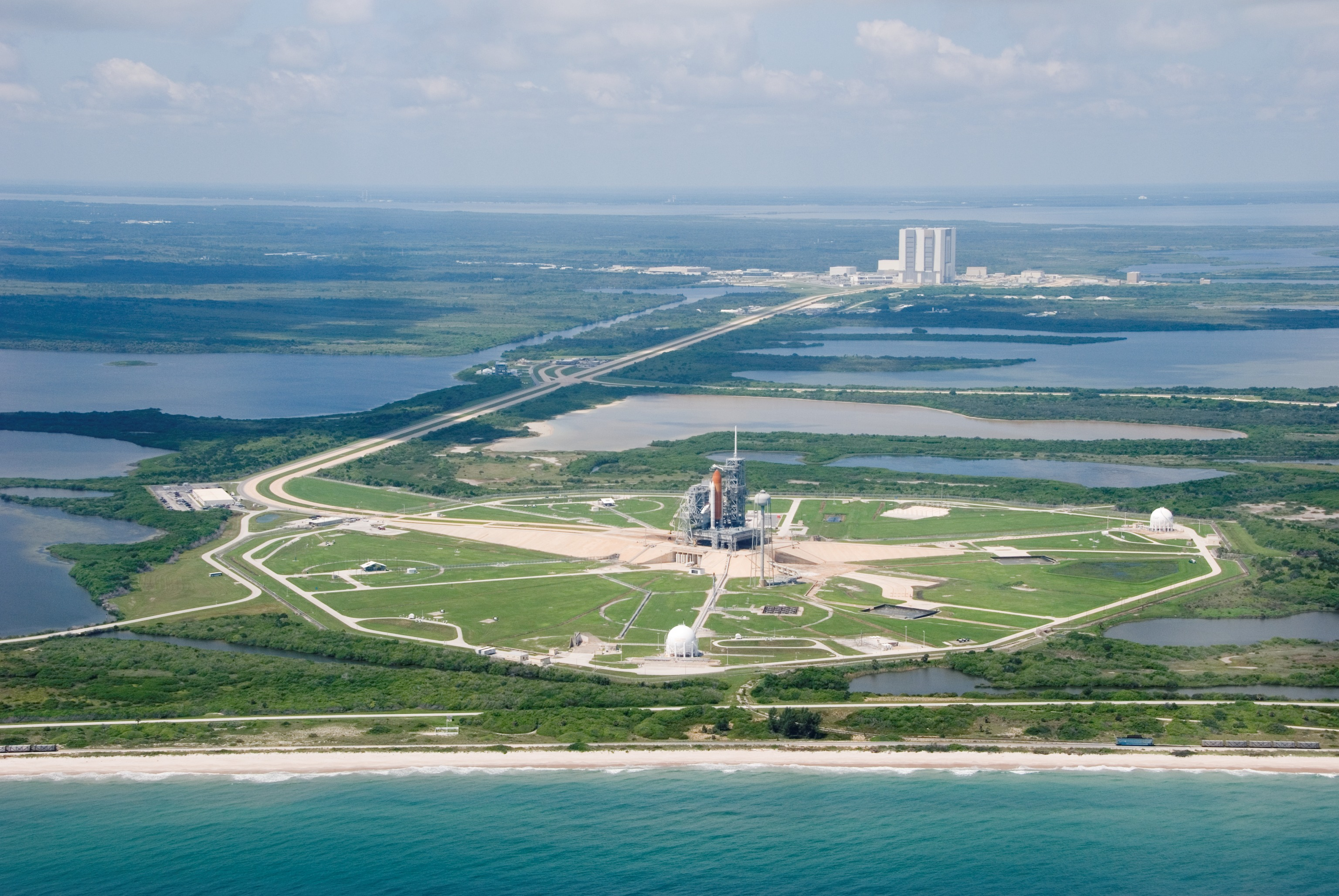
Стартовий комплекс 39А на мисі Канаверал

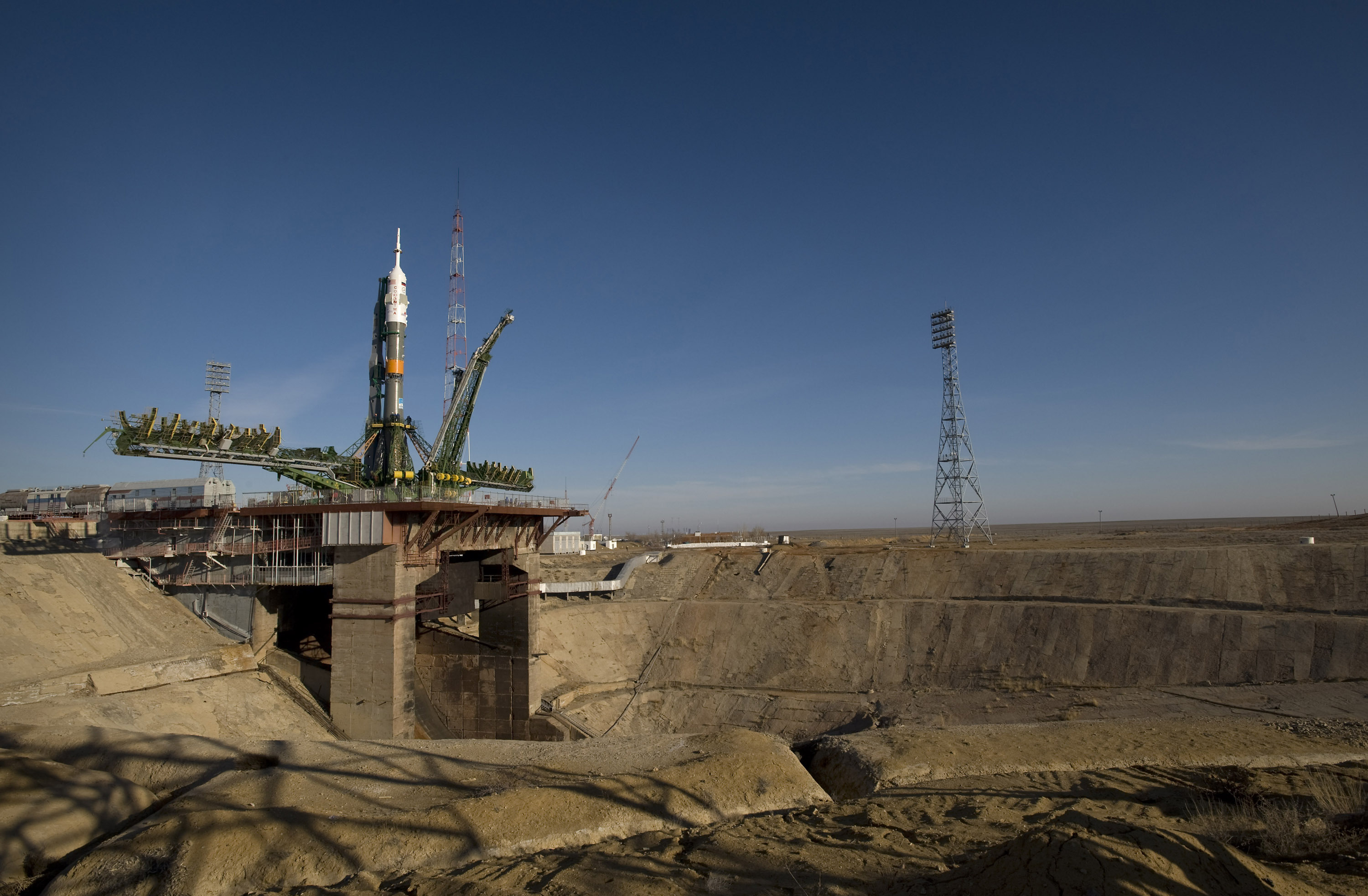
Стартовий комплекс носія Союз на космодромі Байконур

Стартовий майданчик — район і об'єкти, з якого стартують ракети-носії або космічні апарати. Є невід'ємною складовою частиною космодрому.

## Структура організації
Структура організації технічного обслуговування забезпечує доступ платформи для перевірки ракети-носія до старту. Більшість сервісних структур можуть бути переміщені на безпечну відстань. Ракета-носій перебуває на вершині ракетної платформи, яка має витримати сильне полум'я, відхилити високі температури і навантаження породжені ракетними двигунами під час старту.
Більшості ракет потрібна стабільна підтримка протягом декількох секунд після включення запалювання, доки двигуни наростять тягу і стабілізують ракету. Ця підтримка діє до застосування вибухових болтів для від'єднання ракети-носія від конструкцій стартового майданчика.
Стартовий комплекс в цілому охоплює:
- Плоский майданчик, на якому розташовується стартова позиція, і викопується котлован для відводу газів;
- Водонапірна вежа;
- Громовідвідні вежі;
- Резервуари компонентів палива;

Стартовий комплекс може також включати:
- Вежу для посадки екіпажу на борт космічного корабля
- У Куру є металева вежа, яка діє як екран у випадку вибуху.
- Вежа переміщення збірки, якщо пускова установка монтується на стартовому майданчику. Це конфігурація майданчика, який будуть використовувати європейської ракети Vega або Delta-2. Перед стартом, вежа по рейках віддаляється від стартового комплексу.

## Загальна характеристика стартових комплексів
Стартовий комплекс є складовою частиною космічного комплексу, й призначений для проведення передстартової підготовки засобів виведення космічних об'єктів та здійснення їх пуску.
Стартовий комплекс являє собою функціонально цілісну компактну структуру, призначену для здійснення пуску ракети космічного призначення. Космодроми можуть містити один і більше стартових комплексів. До складу стартового комплексу входить технологічне обладнання здатне виконувати технологічні функції, покладені на стартовий
комплекс.
До таких технологічних функцій належать:
- транспортування та установка ракети-носія на пусковий пристрій;
- вертікалізація ракети-носія;
- стикування бортових комунікацій ракети-носія з системами стартового комплексу, що забезпечують передстартову підготовку і пуск ракети-носія;
- прицілювання ракети-носія;
- передстартові перевірки бортових систем ракети-носія;
- заправка ракети-носія компонентами ракетного палива, а також розгінних блоків;
- набір готовності і пуск ракети-носія.

Стартовий комплекс охоплює область, з якої здійснюється старт ракет і область, на якій проводиться приземлення компонентів ракети-носія. А також станції стеження, камери та інші засоби для оцінки процесу запуску.
Також до складу стартового комплексу може входити злітно-посадкова смуга для злету і приземлення багаторазових космічних апаратів. Зазвичай стартовий комплекс складається із зони обслуговування і зони старту. Зона обслуговування забезпечує можливість доступу до стартового майданчика для огляду ракети-носія до запуску.
У зоні старту знаходяться засоби подачі ракетного палива, газів, електроенергії, а також лінії зв'язку з ракетою-носієм.

## Класифікація стартових комплексів
Вибір варіанту стартового комплексу визначається цільовими завданнями, покладеними на космодром і прийнятими технічними рішеннями при його створенні. Основоположне значення для визначення вигляду стартового комплексу мають технічні характеристики запусканих ракет космічного призначення.

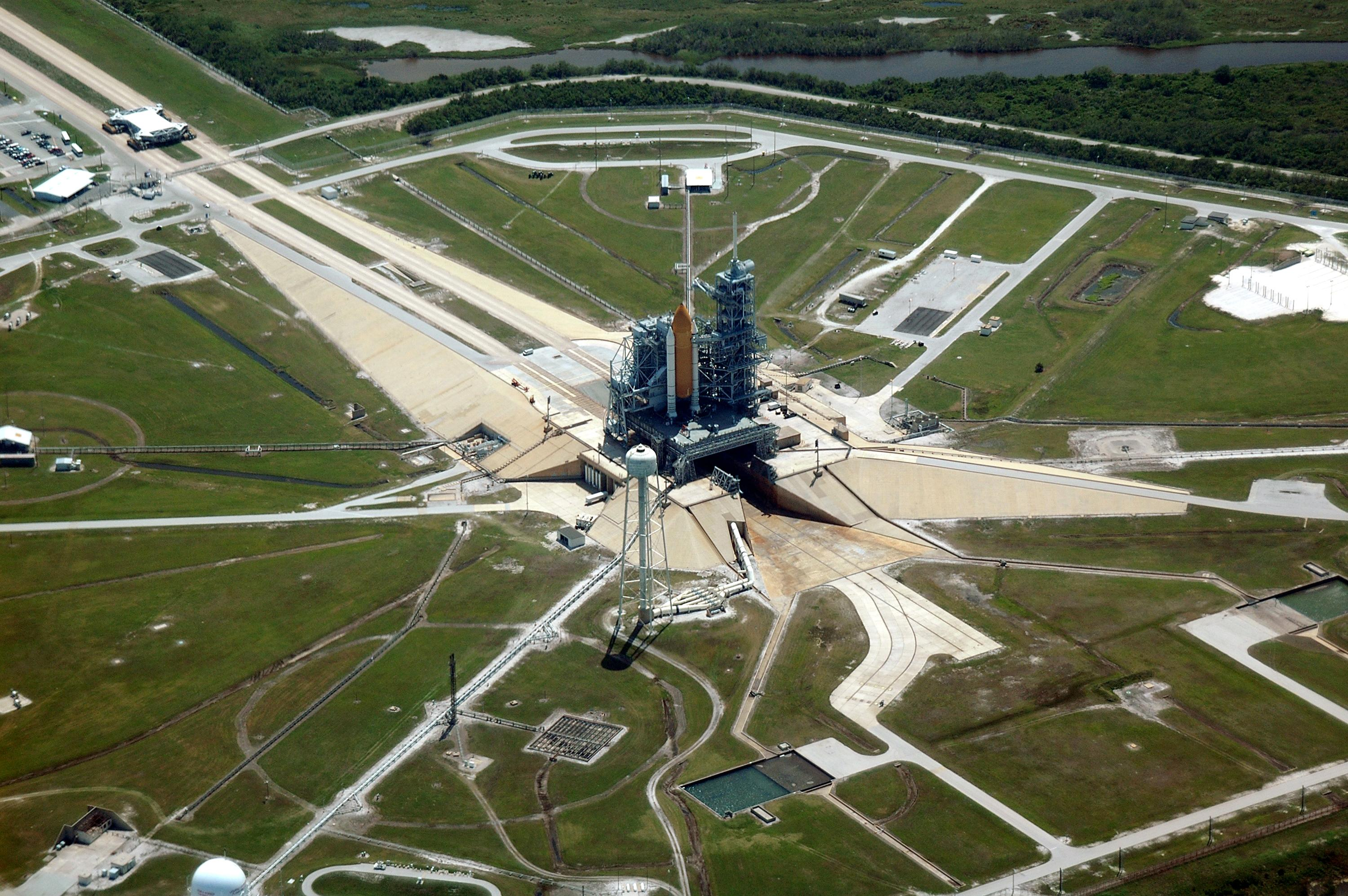
Космічний центр імені Кеннеді

До основних таких характеристик відносяться:
- маса стартованої ракети космічного призначення;
- вибрані для ракети-носія компоненти ракетних палив;
- умови транспортування ракети-носія;
- вимоги за умовами пуску ракети-носія;
- технологія робіт по підготовці до пуску та пуску ракет-носіїв;
- оперативні характеристики знаходження ракети-носія в певних станах готовності допуску;
- спосіб пуску;
- вимоги з безпеки.

Можна виділити такі ознаки для класифікації стартових комплекси:
- клас ракети-носія;
- спосіб збирання і транспортування;
- метод підготовки ракети космічного призначення;
- місце дислокації;
- можливість переміщення в просторі;
- число стартових майданчиків;
- ступінь універсальності.

По класу ракет-носіїв все стартові комплекси підрозділяються на наступні.
За способом збирання і транспортування ракети-носія до стартового майданчика розрізняють два основних типи стартових комплексів — горизонтальний і вертикальний.
Горизонтальний спосіб збирання і транспортування використовувався в Радянському союзі для всіх типів ракет-носіїв.
У той же час ракета-носій Сатурн V в Космічному центрі ім. Кеннеді, збираєлася і транспортувалася на стартовий майданчик у вертикальному вигляді.
Така ж система використовувалася для ракет-носіїв Ariane Гвіанському Космічному центрі у Французькій Гвіані.
На Базі військово-повітряних сил на Мисі Канаверал використовується як горизонтальний (ракета-носій Titan), так і вертикальний (ракета-носій Atlas V) спосіб транспортування. Також горизонтальний спосіб збирання і транспортування застосовується на стартових комплексах таких ракет-носіїв як: Дельта IV, Falcon 1, Протон і Falcon 9. Ракета-носій Зеніт-3SL (Sea launch), транспортується по морю горизонтально на борту переобладнаної нафтової платформи Ocean Odyssey.

## Методи підготовки
В даний час відомі два основних методи підготовки ракет-носіїв до пуску. Це фіксований і мобільний методи.

### Мобільний метод
При мобільному методі підготовки ракета-носій збирається і проходить необхідний обсяг випробувань в монтажно-випробувальному корпусі технічного комплексу і транспортується з космічною головною частиною на стартовий комплекс, де здійснюються її подальша підготовка і пуск.
Цей метод підготовки передбачає наявність двох територіально розділених комплексів для проведення операцій по підготовці носія до пуску технічного та стартового. Ці комплекси пов'язані між собою транспортними комунікаціями, що забезпечують доставку транспортного комплексу з ракетою-носієм і космічним апаратом на стартовий майданчик стартового комплексу. Такий метод підготовки ракет-носіїв до пуску використовується на стартових комплексах пускового центру Алкантара.

### Фіксований метод
При фіксованому методі підготовки ракет-носіїв в монтажно-випробувальному корпусі технічного комплексу проходять необхідну підготовку тільки її окремі блоки. Збирання і випробування ракети-носія здійснюються на стартовому майданчику стартового комплексу.
Можливий також варіант, коли і роботи з перевірки окремих блоків проводяться на стартовому комплексі. В цьому випадку практично відпадає необхідність у транспортному комплексі.

## Дислокації
За місцем дислокації всі стартові комплекси можна розділити на:
- наземні (Старт, Союз, Titan та ін);
- підземні, шахтні (Рокот. Дніпро і ін);
- надводні (Зеніт-3SL);
- підводні (Штиль);
- повітряні (Світязь).

По можливості переміщення в просторі всі стартові комплекси діляться на:
- стаціонарні (Космос, Молнія, ASLV, Diamant. Long March тощо);
- мобільні (Старт, Штиль).

Як правило до складу стартових комплексів може входити кілька стартових майданчиків.
Наприклад стартові комплекси 1 і 31 космодрому Байконур мають по одному стартовому майданчику. В той же час Space Launch Complex 3 і 4 космодрому Vandenberg AFB і Launch Complex 39 Kennedy Space Center мають по 2 стартових майданчика.

## Універсальність
За ступенем універсальності стартові комплекси діляться на
- універсальні (для декількох класів ракет-носіїв)
- спеціалізовані (для одного класу ракети-носія).

### Спеціалізовані
На космодромах пострадянського простору стартові комплекси створювалися для проведення пусків ракет-носіїв одного типу.

### Універсальні
Однак при певних програмах і темпах пусків ракет-носіїв різних класів раціональним може стати створення універсальних стартових комплексів.

#### Переваги
Універсальний стартовий комплекс у порівнянні з системою спеціалізованих стартових комплексів володіє наступними перевагами:
- нижчі витрати на створення і експлуатацію;
- спрощується загальна інфраструктура космодрому;
- менша загальна чисельність бойових розрахунків та обслуговчого персоналу;
- більш висока інтенсивність пусків;
- високі можливості по оперативної модернізації стартового комплексу.

#### Недоліки
Разом з тим універсальний стартовий комплекс має і ряд недоліків:
- загальна продуктивність і темп пусків нижче, ніж у системи спеціалізованих стартових комплексів;
- потрібно більше часу для підготовки до проведення подальшого пуску ракети-носія іншого типу за рахунок переналагодження устаткування стартового комплексу;
- більш високі вимоги до його надійності і можливості модернізації.

## Галерея

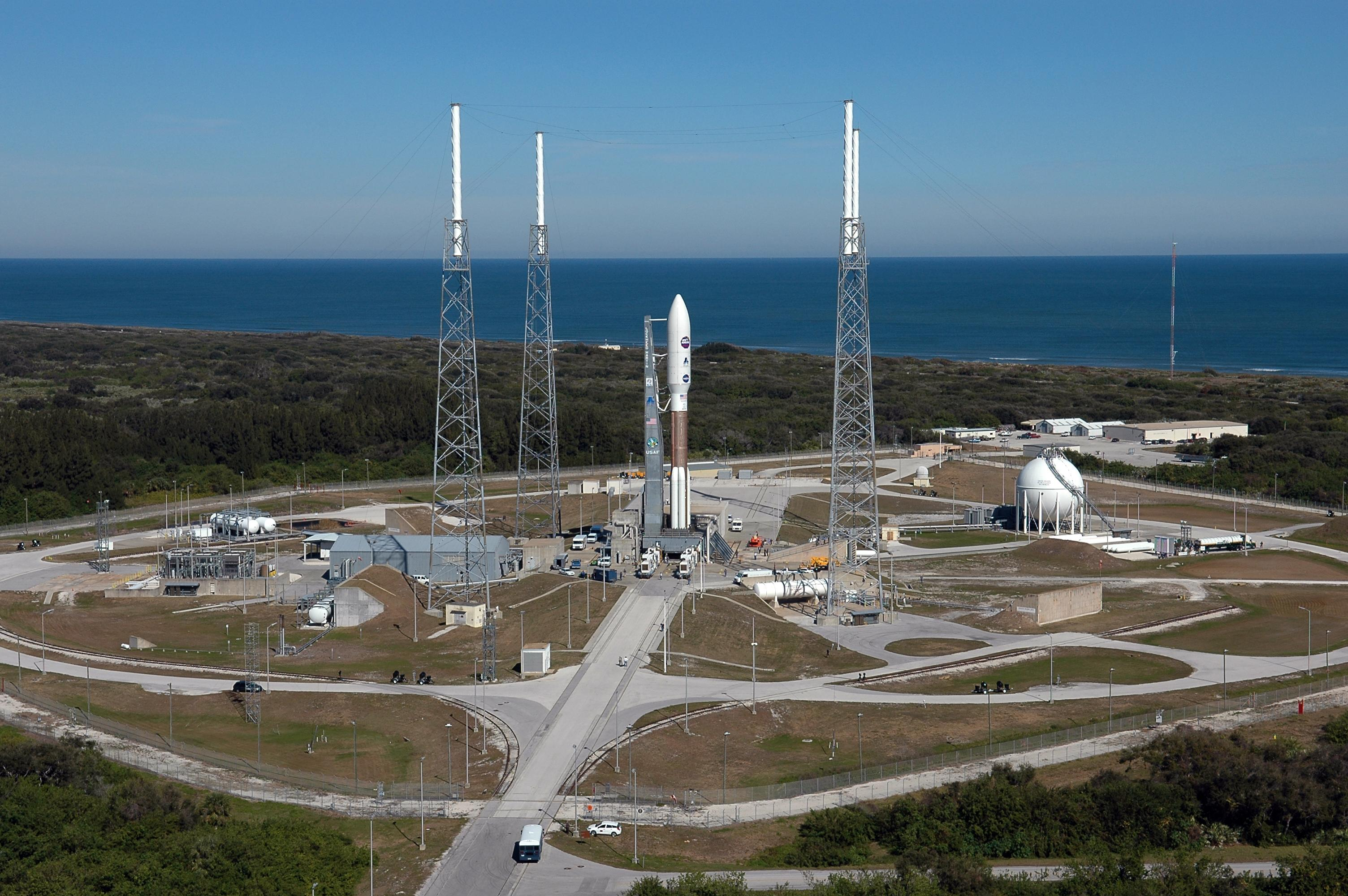
Стартовий комплекс 41 ракети-носія Atlas V на мисі Канаверал
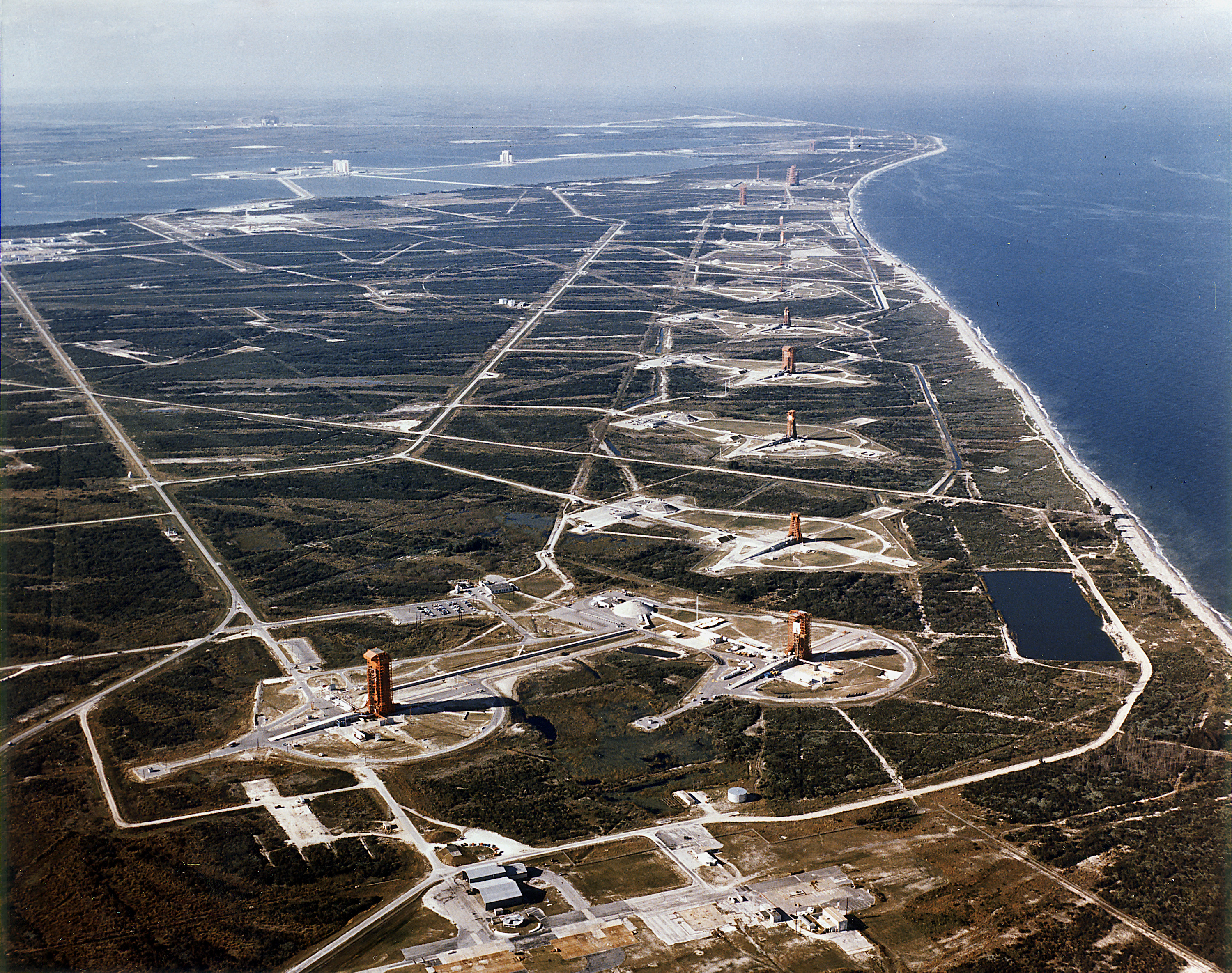
Випробувальний центр міжконтинентальних ракет Канаверал у 1964 році
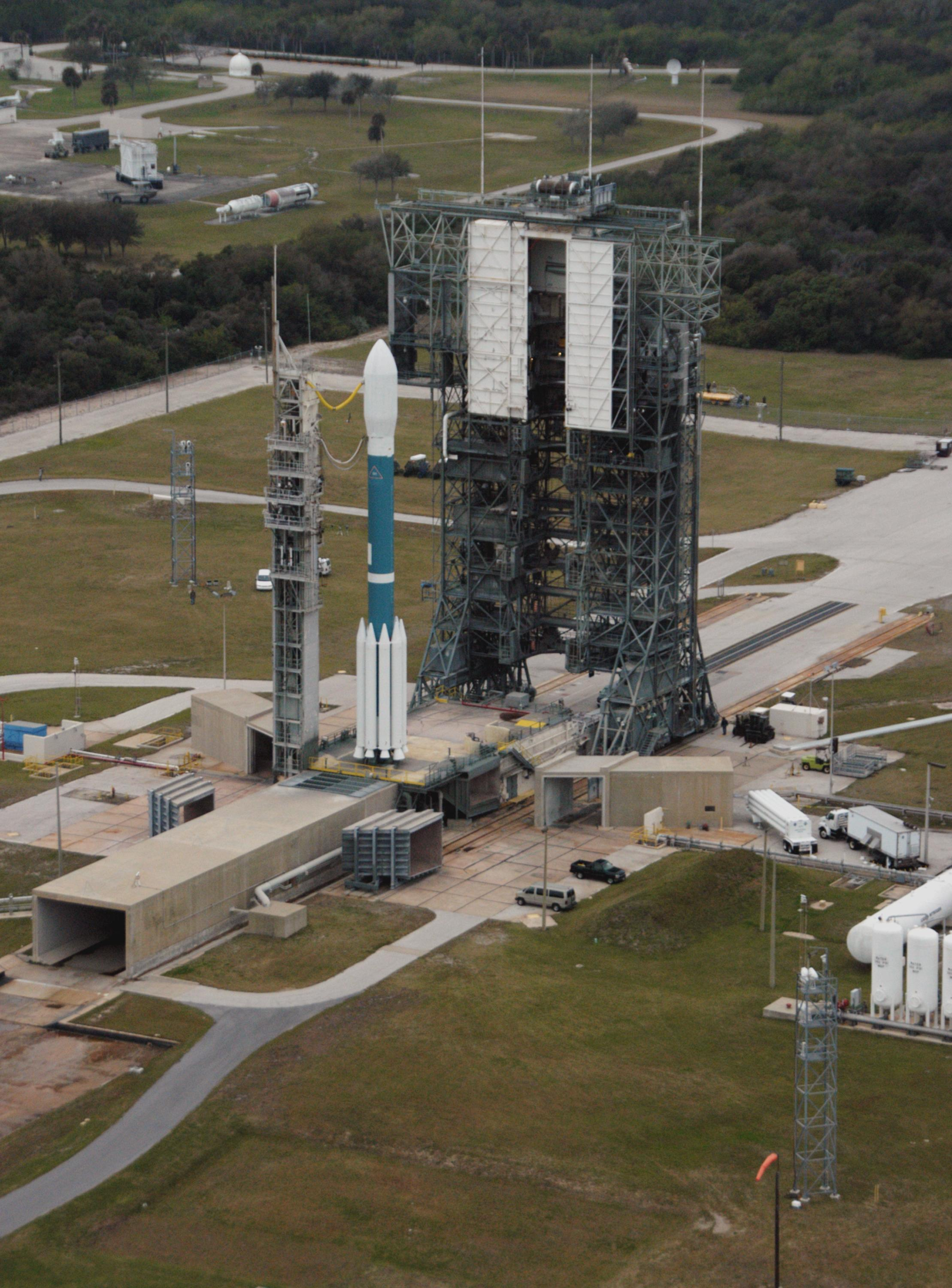
Майданчик 17B на мисі Канаверал
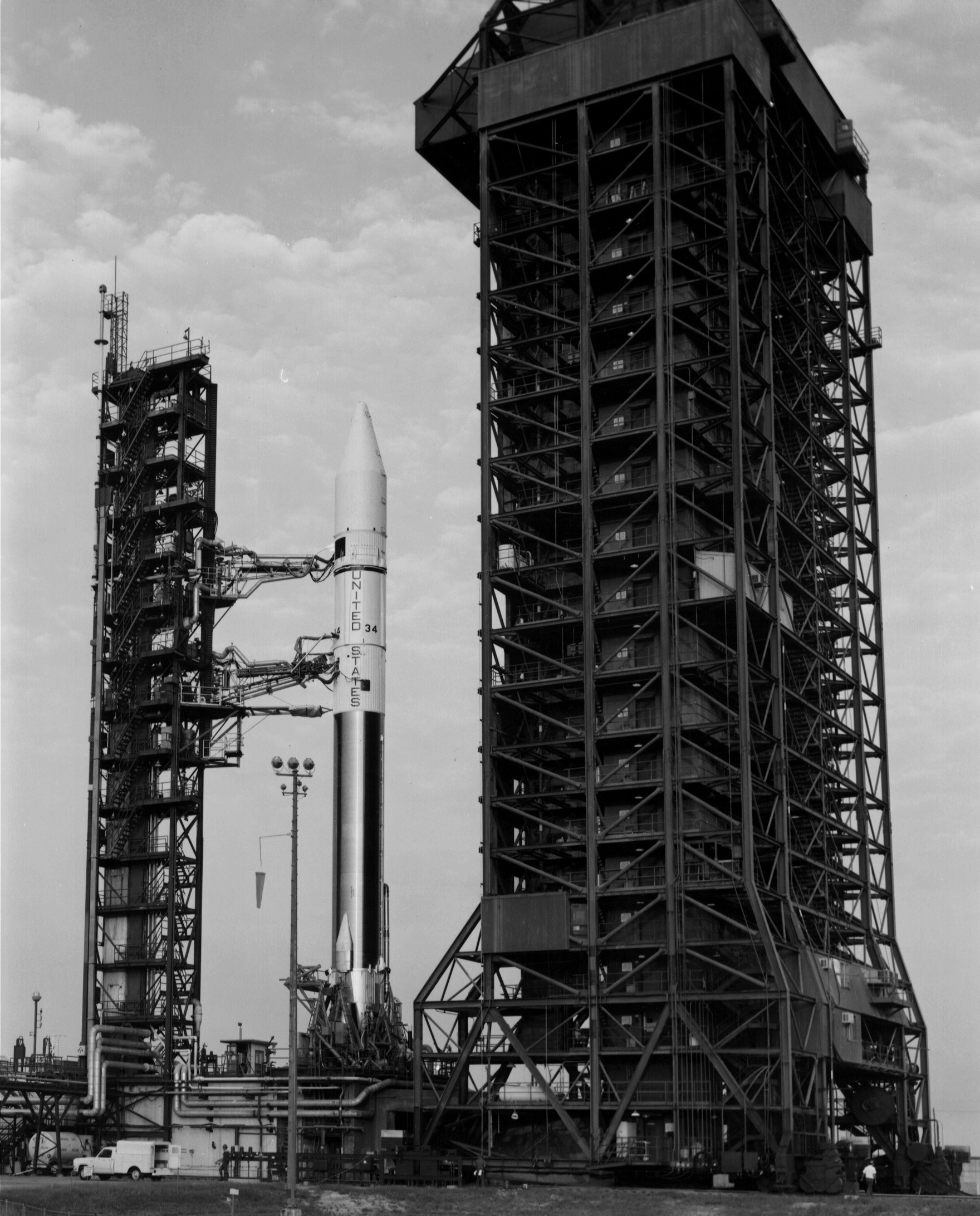
Башта збірки і пускова вежа на стартовому майданчику 36B на мисі Канаверал (1973)
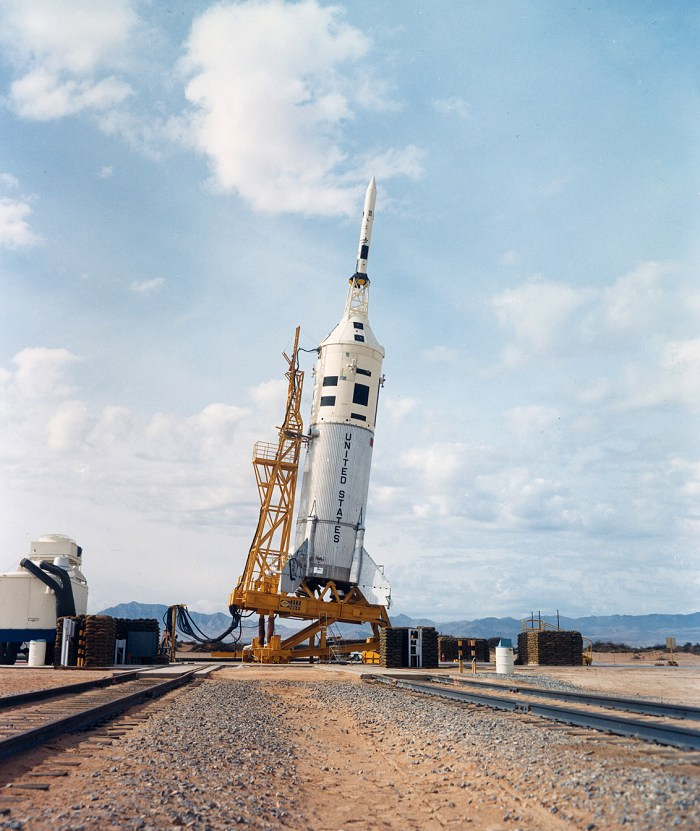
Стартовий майданчик для ракети Little Joe II
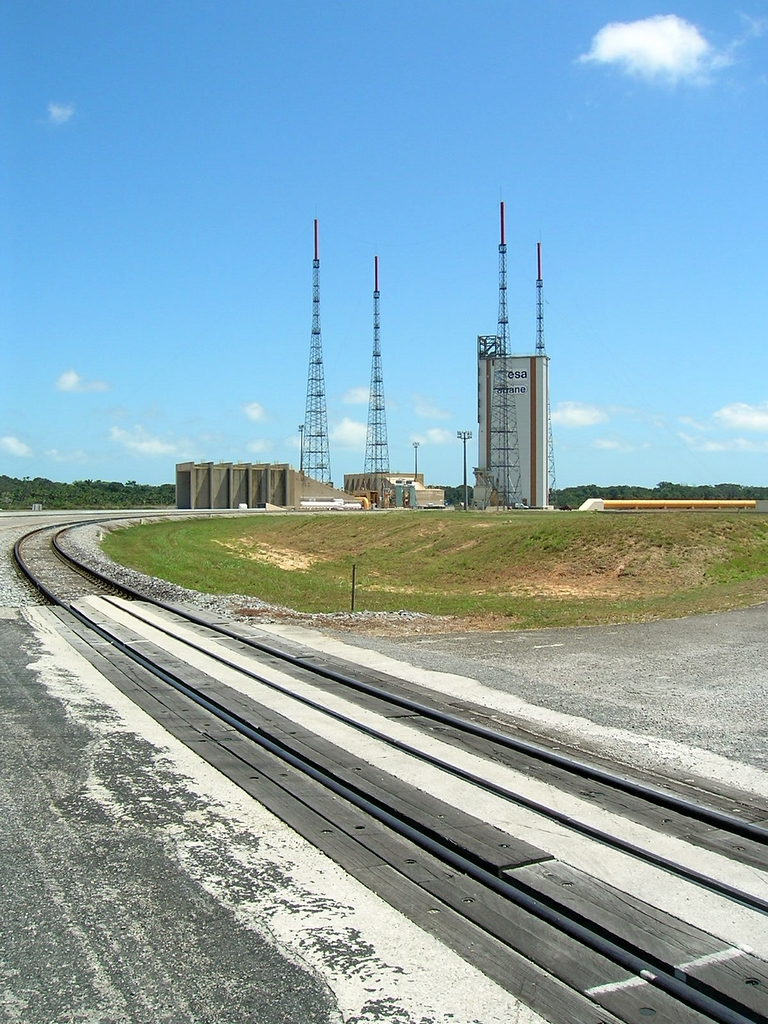
Стартовий майданчик ELA-3 для Ariane 5 з Гвіанського космічного центру в 2005 році. Чотири вежі громовідводи .